# Valdivia (biljni rod)
Valdivia, monotipski biljni rod iz porodice eskalonijevki. Jedini je predstavnik višegodišnja biljka V. gayana, koja raste jedino na ograničenom području južnočileanske provincije Valdivia.

## Rasprostranjenost
Vrlo ograničeno, provincija Valdivia.

## Opis:
Višegodišnja biljka, promjenjivog habitusa, uglavnom s rozetom prizemnih lopatičastih listova, hrapavih ili oštrih s donje strane. Iz središta lišća izdiže se kratka stabljika koja završava grozdom ružičastih cvjetova. Plodovi su okruglaste kapsule, okrunjene čašicama, s brojnim jajastim sjemenkama.